# Médaille commémorative des volontaires espagnols dans le combat contre le bolchevisme
La médaille commémorative des volontaires espagnols dans le combat contre le bolchevisme, (en allemand, Erinnerungsmedaille für die spanischen Freiwilligen im Kampf gegen Bolschewismus), est une décoration militaire allemande du Troisième Reich.

## Attribution
Elle fut créée le 3 janvier 1944 pour récompenser les 47 000 volontaires espagnols (auxquels on peut ajouter quelques centaines de Portugais) de la 250.Einheit Spanischer Freiwilliger (dite división Azul) ayant combattu sur le front de l'Est.
Cette unité fut créée à la fin du mois de juin 1941 par le général Francisco Franco et mise à disposition de la Wehrmacht de l’Allemagne nazie, qui devait les équiper, pour combattre contre l'URSS. Ce fut pour le dirigeant espagnol une façon de rendre à Adolf Hitler l'aide que ce dernier lui avait apportée lors de la guerre civile espagnole avec l'envoi de la légion Condor. Elle fut dissoute le 17 novembre 1943.

## Description
L'insigne est de forme circulaire et de couleur dorée. Il porte à son avers un glaive présenté horizontalement, sur lequel sont placés deux écus, l'un représentant l’emblème national de Allemagne nazie, l'autre le symbole de la Phalange (le joug et les flèches). Le tout surmonte un swastika posé sur une branche de laurier. En haut de l’insigne figure un casque Stahlhelm.
Sur le revers figure l’inscription suivante:División española de volontarios en Rusia. Cette dernière surmonte une croix de fer sous deux rameaux de chêne.
Le ruban est proche de celui de la croix de fer classe 1939 (noire, blanche et rouge), mais compote au centre une bande de couleur jaune. Il s'agit d'une combinaison des couleurs allemandes et espagnoles.

## Port
L'insigne devait être porté au-dessus la poche gauche de la veste (ou de la chemise).